# Iultin
Iultin (někdy psáno jako Iuľtin), rusky Иультин (Iuľtin), je bývalá osada městského typu v Rusku v Čukotském autonomním okruhu. Ještě v roce 1989 zde žilo 3 120 obyvatel[zdroj?] (podle jiného zdroje dokonce 5 301 obyvatel), nyní je osada zcela opuštěna. Budovy v osadě však nebyly zbourány a chátrají.

## Dějiny
Osada byla založena v roce 1937 poté, co byla v okolí objevena ložiska cínu a wolframu.[zdroj?] Zpočátku neměla osada žádné spojení se světem a život zde byl velmi tvrdý. Až koncem 40. let 20. století byla s využitím práce vězňů postavena cca 200 km dlouhá šotolinová silnice, tzv. Iultinskaja trasa, do přístavu Egvekinot na pobřeží Beringova moře. Svá nejlepší léta zažil Iultin v 50. až 80. letech, kdy počet obyvatel dosahoval až několika tisíc. Po rozpadu SSSR začátkem 90. let se však velmi rychle ukázalo, že těžba nerostných surovin v takto odlehlé a klimaticky nepříznivé lokalitě je ekonomicky nerentabilní, a v roce 1995 byla osada oficiálně zrušena. Drtivá většina obyvatel pak osadu ještě téhož roku opustila.[zdroj?]

## Hospodářství a doprava
Hospodářství osady bylo zaměřeno výlučně na těžbu a zpracování nerostných surovin, a to cínu, wolframu, uhlí a v malé míře i dalších surovin. Se světem byla osada spojena od konce 40. let 20. století šotolinovou silnicí, tzv. Iultinskou trasou, vedoucí do přístavu Egvekinot. Poblíž osady se nacházelo též improvizované letiště (s nezpevněnou dráhou).

## Společenský život
Ačkoli byla osada v roce 1995 zrušena, někteří její bývalí obyvatelé jsou mezi sebou stále v kontaktu, pořádají každoroční setkání a provozují internetovou stránku o Iultinu https://web.archive.org/web/20141217163337/http://iultin.ru/.